# Нишльманайн-Майта
Нишльманайн-Майта (устар. Нишль-Манайн-Майта) — река в России, протекает по Ханты-Мансийскому АО. Устье реки находится в 85 км по левому берегу реки Ампута. Длина реки составляет 51 км, площадь водосборного бассейна 471 км².
- В 12 км от устья, по левому берегу реки впадает река Чёньтяха.
- В 21 км от устья, по правому берегу реки впадает река Каньтятьлама-Тяха

## Данные водного реестра
По данным государственного водного реестра России относится к Верхнеобскому бассейновому округу, водохозяйственный участок реки — Обь от впадения реки Вах до города Нефтеюганск, речной подбассейн реки — Обь ниже Ваха до впадения Иртыша. Речной бассейн реки — (Верхняя) Обь до впадения Иртыша.
Код объекта в государственном водном реестре — 13011100112115200044147.